# Chionaema benguetana
Chionaema benguetana är en fjärilsart som beskrevs av Schultze. Chionaema benguetana ingår i släktet Chionaema och familjen björnspinnare. Inga underarter finns listade i Catalogue of Life.